# Роджерс, Ричард (композитор)
Ри́чард Чарльз Ро́джерс (англ. Richard Charles Rodgers; 28 июня 1902 — 30 декабря 1979) — американский композитор, создавший музыку более чем к девятистам песням и сорока бродвейским мюзиклам. Также писал музыку для фильмов и телевидения. Наиболее известен в соавторстве с поэтами-песенниками Лоренцем Хартом и Оскаром Хаммерстайном II. Его музыка оказала серьёзное влияние на музыкальную культуру США.
Роджерс является первым обладателем всех четырёх премий для деятелей кино и музыки, известных под собирательной аббревиатурой ЭГОТ (англ. EGOT): «Эмми», «Грэмми», «Оскар», «Тони», и одним из двух человек (второй — Марвин Хэмлиш), получивших кроме них и Пулитцеровскую премию.

## Биография

### Ранние годы
Ричард Роджерс родился в Нью-Йорке в богатой еврейской семье доктора А. Рогозинского и пианистки М. Леви, эмигрантов из России, сменивших фамилию на Роджерс. Начал играть на фортепиано в шесть лет. Роджерс, как и Лоренц Харт, и Оскар Хаммерстайн II, закончил Колумбийский университет. На его творчество сильно повлияли Виктор Герберта, Джером Керн, а также оперетты, на которые его водили родители в детстве.

### Роджерс и Харт
В 1919 году Ричард Роджерс познакомился с Лоренцем Хартом. Вместе они написали несколько любительских музыкальных комедий. Их профессиональным дебютом была песня «Any Old Place With You», которая прозвучала в бродвейском мюзикле «A Lonely Romeo». Их первым мюзиклом был поставленный в 1920 году «Poor Little Ritz Girl». Следующий мюзикл, «The Melody Man», был поставлен только в 1924 году.
Роджерс был на грани отчаяния и готов уйти из шоу-бизнеса, когда их настиг первый успех. В 1925 году был поставлен их мюзикл «The Garrick Gaieties», который был оптимистично воспринят критиками и содержал хит — песню «Manhattan». На протяжении 20-х годов они создали ещё несколько мюзиклов для Бродвея и Вест-Энда: «Dearest Enemy» (1925), «The Girl Friend» (1926), «Peggy-Ann» (1926), «A Connecticut Yankee» (1927) и «Present Arms» (1928).
Во время Великой депрессии Роджерс и Харт переехали в Калифорнию и работали в Голливуде. Успешно сотрудничали с режиссером Рубеном Мамуляном и написали песни к его фильму «Love Me Tonight», в котором прозвучали такие песни как «Lover», «Mimi» и «Isn’t It Romantic?». Также они написали песни к фильмам «The Phantom President» (1932), «Hallelujah, I’m a Bum» (1933), «Mississippi» (1935). Самая известная песня голливудского периода Роджерса, «Blue Moon», написанная в 1934 году, поначалу не попала в кинофильмы, но стала популярной на радио и в записях многих исполнителей, в том числе и в СССР в исполнении А. В. Варламова. Сам Роджерс считал наиболее удачными записи версии Билли Холидея, Франка Синатры и Дорис Дей.
В 1935 году они вернулись на Бродвей, где создали череду популярных мюзиклов, которую прервала только смерть Харта в 1943 году. Из наиболее известных можно называть «Jumbo» (1935), «On Your Toes» (1936), «Babes In Arms» (1937), «I Married an Angel» (1938), «The Boys From Syracuse» (1938), «Pal Joey» (1940) и их последнюю работу, «By Jupiter» (1942).

### Роджерс и Хаммерстайн
Из-за проблем Харта со здоровьем, Роджерс был вынужден искать другого поэта-песенника. Им стал Оскар Хаммерстайн II, с которым он до этого написал несколько песен. Их первый мюзикл, «Oklahoma!», имел колоссальный успех. Многие песни из этого мюзикла («Oh, What a Beautiful Morning», «People Will Say We’re in Love») стали хитами, титульная песня стала гимном штата Оклахома. Мюзикл также получил Пулитцеровскую премию.
После этого они создали ещё четыре известных мюзикла, по которым позже были сняты фильмы: «Карусель» (1945), «Юг Тихого океана» (1949, Пулитцеровская премия), «Король и я» (1951) и «Звуки музыки» (1959). Также они создали саундтрек к фильму «State Fair» (рус. «Ярмарка штата», 1945).
Самым известным и успешным достижением композитора стал мюзикл «Звуки музыки» (1959), и он же стал последним мюзиклом авторского дуэта Роджерса и Хаммерстайна — через 9 месяцев после бродвейской премьеры Хаммерстайн скончался от рака. В 1965 году на экраны вышел поставленный по мюзиклу одноимённый фильм с Джули Эндрюс и Кристофером Пламмером в главных ролях. Этот фильм завоевал пять премий «Оскар». Музыка из фильма издана отдельным альбомом — это один из самых успешных музыкальных альбомов, занимающий 2-ю позицию в мире по чартам журнала Биллборд на 2015 год.
Всего мюзиклы Роджерса и Хаммерстайна получили 35 «Тони», 15 «Оскаров», 2 «Пулитцеровские премии», 2 «Грэмми» и 2 «Эмми».